# Ça (c'est vraiment toi)
Singles de Téléphone
Argent trop cher / Au cœur de la nuit
(1980) Cendrillon
(1982)
Pistes de Dure Limite
Dure limite Jour contre jour
Ça (c'est vraiment toi) est une chanson composée par le groupe Téléphone, sortie en 1982 dans l'album Dure Limite et chantée par Jean-Louis Aubert. Le single se classe parmi les 20 premiers titres du hit-parade français pendant 6 semaines.

## Enregistrement
Ce morceau a été enregistré en même temps que le reste de l'album (produit par Bob Ezrin) à Toronto en mars et avril 1982. Il s'inspire de (I Can't Get No) Satisfaction des Rolling Stones (en version punk) comme on peut constater sur la version de travail paru sur le huitième disque dans l'intégrale Au cœur de Téléphone en 2015, avant d'arriver à la version officielle qui a pour structure musicale : 2 couplets-refrains séparés par un solo de guitare de Bertignac, puis un passage voix-batterie (avec dans un premier temps la basse et la guitare rythmique plus calme avant de disparaître dans un 2e temps), avant d'entamer le sommet final. 

Le rythme général de la chanson et surtout les cinq premières notes ne sont pas sans rappeler, également, le titre et succès Whip It du groupe américain Devo, paru deux ans auparavant. Ces cinq premières notes figuraient également, par ailleurs, en introduction du Oh, Pretty Woman de Roy Orbison sorti bien avant ces deux titres, en 1964.

## Classements
| Classement (1982) | Meilleure position |
| ----------------- | ------------------ |
| France (IFOP)     | 15                 |

## Reprises
- Les Bidochons, rebaptisés Les Bidophones, ont parodié cette chanson renommée Sale, c'est vraiment toi en 1997 sur l'album Cache ton machin.
- Helmut Fritz, sur son album Décalage immédiat sorti en 2013.

## Dans la culture
Sauf indication contraire, les informations mentionnées dans cette section peuvent être confirmées par le générique de fin de l'œuvre audiovisuelle présentée ici, ainsi que par la base de données cinématographiques IMDb,  présente dans la section « Liens externes ».
La chanson figure dans la bande originale de Nos 18 ans de Frédéric Berthe en 2008.